# Zoroaster orientalis
Zoroaster orientalis is een zeester uit de familie Zoroasteridae.
De wetenschappelijke naam van de soort werd in 1943 gepubliceerd door Hayashi.